# Buckner & Garcia
Buckner & Garcia var en amerikansk musikduo som bestod av Jerry Buckner och Gary Garcia (död 17 november 2011) från Akron, Ohio. De är kända för låten "Pac Man  Fever" från 1982, som nådde nionde plats på Billboardlistan i USA. .

## Diskografi

### Pac-Man Fever
1. "Pac-Man Fever" (Pac-Man)
2. "Froggy's Lament" (Frogger)
3. "Ode to a Centipede" (Centipede)
4. "Do the Donkey Kong" (Donkey Kong)
5. "Hyperspace" (Asteroids)
6. "The Defender" (Defender)
7. "Mousetrap" (Mouse Trap)
8. "Goin' Berzerk" (Berzerk)

### Now & Then
1. "Do the Funky Broadway"
2. "Pogwild" (Pogs)
3. "It's Allright" [sic]
4. "Hostage"
5. "E.T., I Love You"
6. "E.T., I Love You" (Karaoke Version)
7. "Pac-Man Fever" (Karaoke Version)
8. "Pac-Man Fever" (Unplugged Version)

### Now & Then (rerelease)
1. "Hostage"
2. "E.T., I Love You"
3. "Mr. T"
4. "I Gotta Hear The Beat"
5. "Loose in the Streets"